# بطولة ايه اي دبليو العالمية
 أثقل بطل وزناًبطولة ايه اي دبليو العالمية]]تاريخ التأسيسبطولة ايه اي دبليو العالمية]]انحف بطل وزناًبطولة ايه اي دبليو العالمية]]
```
بطولة ايه اي دبليو العالمية
 بالإنجليزية 
AEW World Championship
 هي بطولة عالم تم انشائها والتروج لها اتحاد 
مصارعة المحترفين
 
الامريكي
 
اول ايليت ريسلينغ
 (AEW). تم الكشف عن البطولة لأول مرة يوم السبت 25 مايو 2019 في عرض AEW الحدث الافتتاحي 
دبل اور ناثينج
 حيث تم الإعلان انه سيتم تتويج أول بطل للبطولة الاعلي في اتحاد AEW. في مباراة بين 
كريس جيريكو
 و «هانغمان» آدم بيج في عرض 
اول اوت
 يوم السبت الموافق 31 أغسطس عام 2019.
```

## التاريخ
في 1 يناير 2019، تم الإعلان عن افتتاح اتحاد اول ايليت ريسلينج (AEW) وفي الحدث الافتتاحي للاتحاد دبل اور ناثينج، الذي كان من المقرر إجراؤه يوم السبت الموافق 25 مايو 2019 . تم رفع الستار عن بطولة العالم لأول مرة من قبل الاتحاد علي قناة الاتحاد علي موقع يوتيوب على قناة 22 مايو 2019 حيث ان الممثل الكوميدي جاك وايت هول حاول الكشف عن شكل الحزام ولكن كافح من أجل الحصول على البطولة ليخرجها من الحقيبة. خلال نفس الفيديو الإعلان أن الفائز مباراة المعركة الملكية في الدبل اور ناثينج باي ان العرض الافتتاحي المعروفة باسم كازينو باتل رويال، سيواجه الفائز في مباراة الحدث الرئيسي حيث سيتنافس كلا الفائزين لتحديد البطل الافتتاحي لبطولة AEW العالمية. حقق الفوز بالكازينو باتل رويال «هانغمان» آدم بيج 
في حين كريس جيريكو يهزم كيني أوميغا في الحدث الرئيسي. خلال العرض، كشف المخضرم بريت هارت عن لقب بطولة AEW العالم. في 31 مايو 2019 تم الإعلان عن مباراة البطولة وأكد اتحاد AEW انه في الحدث أول اوت يوم السبت 31 أغسطس 2019 سيتم تتويج أول بطل.
تم تتويج البطل الأول لبطولة AEW العالمية يوم السبت الموافق 31 أغسطس 2019 في عرض اول اوت حيث هزم كريس جيركو هانجمان آدم بيج للفوز باللقب الشاغر وبالتالي يصبح أول بطل AEW عالمي ويدخل التاريخ بفوزه باللقب العالمي الرابع في تاريخه. وفي اليوم التالي أعلن جيركو عن فقدانه لقب البطولة حيث سُرق منه أو اضاعه في أحد الاماكن وقام بابلاغ الشرطة الخاصة بمدينة تالاهاسي أن حزام البطولة سُرق من سيارة الليموزين خاصته أثناء سفره. وفي يوم 4 سبتمبر تم الإعلان عن استعادة حزام البطولة من قبل شرطة مدينة تالاهاسي 

## فترات حمل اللقب
اعتباراً من تاريخ مارس 21, 2025 جون موكسلي هو البطل الحالي حيث هزم كريس جيركو البطل السابق للفوز باللقب كان هذا في عرض ريفيلوشن يوم السبت الموافق 29 فبراير 2019 الذي اقيم في شيكاغو , إيلينوي , الولايات المتحدة.
| الترتيب | اسم البطل  | عدد مرات حمل اللقب | تاريخ الفوز باللقب | مدة حمل اللقب بالايام | المكان                | العرض    | الملاحظات                                                   | المراجع      |
| ------- | ---------- | ------------------ | ------------------ | --------------------- | --------------------- | -------- | ----------------------------------------------------------- | ------------ |
| 1       | كريس جيركو | 1                  | أغسطس 31, 2019     | 182                   | هوفمان استيتس, إلينوي | اول اوت  | اصبح البطل الأول بعد ان هزم هانجمان آدم بيج                 | [ 7 ] [ 12 ] |
| 2       | جون موكسلي | 1                  | فبراير 29, 2020    | 1847                  | شيكاغو , إيلينوي      | ريفيلوشن | فاز موكسلي باللقب بعد ان قام بهزيمة كريس جيركو البطل السابق | [ 13 ]       |

## فترات حمل اللقب مجمعة
اعتباراً من تاريخ مارس 21, 2025.
| † | تشير للبطل الحالي |

| الترتيب | اسم المصارع  | عدد مرات حمل اللقب | فترة حمل اللقب بالايام |
| ------- | ------------ | ------------------ | ---------------------- |
| 1       | كريس جيريكو  | 1                  | 182                    |
| 2       | جون موكسلي † | 1                  | 1847+                  |

## وصلات خارجية
- الموقع الرسمي للاتحاد